# Osteocalcina
A osteocalcina é dependente da Vitamina K. Constitui até 3% da proteína total do osso, sendo a mais abundante. Está envolvida com o controle do processo de regulação da maturação óssea, sendo responsável por estimular a atividade dos osteoblastos. Quando a osteocalcina passa pela carboxilação, ela é capaz de fixar o cálcio ao osso, promovendo assim a mineralização óssea. É secretada por osteoblastos maduros, condrócitos hipertrofiados e odontoblastos e possui seu gene localizado no cromossomo 1 (1q25-q31) sendo constituída por uma sequência de 49 aminoácidos cujas posições 17, 21 e 24 são ocupadas pelo ácido y-carboxiglutâmico (GLA) que é responsável pela fixação do cálcio e da hidroxiapatita na matriz extracelular o que equivale a dizer que é responsável pela efetiva mineralização que se verifica no tecido ósseo. Resíduos y-carboxiglutamil são formados após y-carboxilação póstraducional do resíduo glutamil onde a vitamina K1 constitui co-fator essencial para ocorrência de tal processo que permitirá a mineralização da matriz depositada. Após a modificação pós-traducional, a osteocalcina é empacotada em vesiculas intracelulares, e posteriormente secretada na matriz óssea e liberada na circulação. Os resíduos GLA da osteocalcina são muitos importantes para que os íons de Ca²+ sejam atraídos e incorporados aos cristais de hidroxiapatita na matriz extracelular. 
Ela circula em diferentes formas moleculares, que incluem a forma intacta 1-49 (36%), um fragmento amino-terminal grande 1-43 (40%) e fragmentos menores (aa 1-19, 20-43, 29-49, 34%). A excreção destes diferentes peptídeos depende da integridade da função renal, de maneira que mesmo pequenas disfunções renais podem levar a aumentos diferenciados das diferentes formas circulantes. O fato de várias formas de osteocalcina serem encontradas normalmente no soro e da metabolização de algumas ser dependente da integridade da função renal, torna mais complexa a interpretação dos resultados obtidos pelos diferentes métodos de medida de osteocalcina sérica. Esta é uma razão pela qual os estudos comparativos entre métodos radioimunológicos mostraram diferenças significativas entre eles, diferenças estas independentes do padrão de referência empregado. A interpretação dos níveis de osteocalcina deve levar em consideração uma série de fatores: desde a metodologia empregada até as condições de coleta, pois o peptídeo é susceptível a proteólise e deve ser coletado e manipulado com cuidados especiais para evitar a degradação. Adicionalmente, os níveis de osteocalcina também observam ritmo circadiano, com valores decrescentes durante a manhã, elevando-se lentamente à tarde e atingindo o pico em torno de meia noite. Uma observação adicional, e que comprova o fato de que a osteocalcina mede atividade osteoblástica em estágio diferente da medida pela fosfatase alcalina óssea, é o fato da correlação entre as duas medidas ser bastante baixa.

### Função
Sabe-se que a OC (OSTEOCALCINA) é totalmente destruída quando sofre ação de enzimas osteoclásticas não sendo portanto útil como marcador bioquímico de reabsorção óssea. Apesar de originar-se da matriz óssea, pequenas porções podem ganhar a circulação sanguínea e serem hidrolizadas no fígado e rim por metaloproteases tornando sua vida plasmática bastante curta, embora possam ser identificadas por métodos bioquímicos de análise nas suas diversas formas moleculares circulantes. Assim teremos distribuídas: forma intacta cerca de 36%, contendo um fragmento aminoterminal grande 1-43 (40%) e fragmentos menores contendo frações de aminoácidos de 1-19, 20- 43 e 29-49 representam (34%) cuja excreção é dependente da função renal de modo que valores acima do habitual podem ser encontrados quando a filtração pelos túbulos renais estiver comprometida. Ela é liberada do osso para a circulação sanguínea que age nas células betapancreáticas e no tecido adiposo. A osteocalcina decarboxilada é a isoforma hormonalmente ativa e estimula a secreção e sensibilidade à insulina no tecido adiposo e muscular. A insulina e a leptina, por sua vez, atuam no tecido ósseo modulando a secreção da osteocalcina, formando uma alça de retroalimentação tradicional em que o esqueleto torna-se um órgão endócrino. É interessante notar que sua liberação está condicionada a um ciclo circadiano fazendo com que a reabsorção seja maior durante a noite com pico às 4 horas e nadir às 17 horas com uma diferença de aproximadamente 15%. Seus valores acham-se acima das concentrações normais na doença de Paget e no hiperparatireoidismo primário.
O interesse pela OC explica-se por sua relação com o processo de mineralização do tecido ósseo mas este fato não pode ser analisado isoladamente sem a participação da vitamina D3.
A vitamina D3 é extremamente importante por regular a homeostase do cálcio, no qual é fundamental para o desenvolvimento e na manutenção dos ossos, prevenindo as fraturas e fragilidade óssea. Ao melhorar a absorção de cálcio e fósforo, a vitamina mantém os níveis desses minerais em equilíbrio. Dessa forma, proporciona uma boa densidade óssea evita problemas como raquitismo, má formação óssea e osteoporose. Ela fortalece o sistema imunológico, modula a autoimunidade, protegendo assim o organismo de doenças alérgicas, gripes, e até cânceres.  Ela também auxilia para a regulação das funções cardíacas, reduzindo o risco de doenças cardíacas, pressão alta e colesterol alto. Sua síntese inicia-se na pele pela fotolização do 7-dehidrocolesterol em hidroxivitamina D3 (colicalciferol), constituindo a pré-vitamina D3, pela ação da radiação ultra-violeta (UVB), cujos comprimentos de onda úteis à reação estão na faixa de 295-315 nm. Este sub-produto alcançará o fígado onde sofrerá sua primeira hidroxilação, na posição 25 formando a pró-vitamina D3, denominada de hidroxivitamina D3 [25(OH)D3] sendo posteriormente levada a concluir sua síntese no rim onde acontecerá a segunda hidroxilação, agora na posição alfa (1) por ação da enzima 1�-hidroxilase presente na mitocôndria das células do túbulo proximal, formando a 1,25 dihidroxivitamina D3 [1,25(OH)2D3] também conhecida como calcitriol. Este composto final age favorecendo a absorção de cálcio proveniente da alimentação pelo intestino delgado. Uma alfa globulina cuja estrutura assemelha-se à da albumina denominada calbindina participa deste processo, embora outras proteínas também participem deste processo de absorção junto dos enterócitos.
Com a descoberta da osteocalcina, envolvida com o controle do processo de mineralização do osso, sendo responsável por estimular a atividade dos osteoblastos. Como hormônio com efeitos positivos na resistência à insulina contribuiu para conceituar o osso como órgão endócrino. Sendo assim foi feito um projeto para descobrir novos mecanismos moleculares da ação de osteocalcina na resistência à insulina e inflamação, exemplo disso foi feito em camundongos. A mesma teve grande atuação sobre o metabolismo de glicose modelo de camundongos obesos de lesão hipotalamica, uma vez que foi capaz de melhorar a sensibilidade à insulina in vivo, com importante participação no fígado tecido adiposo e osso. No fígado, a osteocalcina melhorou a resistência à insulina, por causa do aumento de AKT fosforilada e também a redução da ativação da via gliconeogênica. No TAB e em adipócitos 3t3-L1, a osteocalcina melhorou a resistência à insulina O que foi observada pelo aumento do conteúdo de mRNA de SLc2a4 e de proteína GLUT4, bem como conteúdo de akt fosforilada. Adicionalmente, a osteocalcina reduziu a inflamação no TAB. No osso, a osteocalcina melhorou a sinalização da insulina,por causa do aumento de AKT fosforilada.

#### Para que serve o exame da osteocalcina e como aumenta-lá?
Serve para monitorar o metabolismo mineral e ósseo, sendo um indicador prognóstico na evolução das osteopatias. O exame da densitometria óssea é o principal exame utilizado para detectar precocemente as alterações dos ossos. É o método mais moderno utilizado no tratamento da osteoporose e outras doenças que atingem a saúde dos ossos.

Ela pode ser aumentada através de alguns alimentos ricos de vitaminas e minerais, como por exemplo: O brócolis que é um vegetal extremamente rico em ácido fólico, cálcio, potássio, fibras e selênio. A Sardinha. Mesmo tão pequeno, este peixe é considerado um potente aliado na fortificação dos ossos. ameixa preta, abacate e amêndoa.